# 하르슈 차야

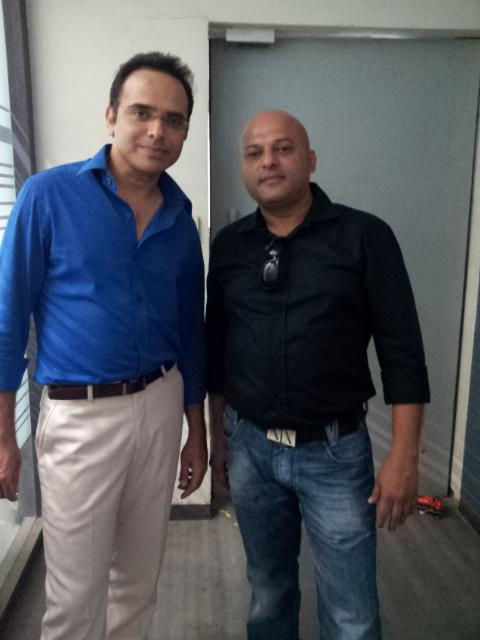

하르슈 차야(Harsh Chhaya, 1970년 12월 20일 ~ )는 인도의 배우, 텔레비전 배우이다.
뭄바이에서 태어났다.

## 영화
- 가이알 원스 어게인 (2016년)
- 디스키얀 (2014년)
- 슈퍼 모델 (2013년)
- 패션 (2008년)
- 덤 (2003년)
- 컴퍼니 (2002년)